# Центральная ГЭС
Центральная ГЭС (ГЭС Маркази) — гидроэлектростанция у посёлка Вахш Хатлонской области, Таджикистан. Расположена на центральном сбросе Вахшского магистрального канала, питаемом рекой Вахш, входит в Вахшский каскад ГЭС, являясь его последней, восьмой ступенью. Наименьшая по мощности станция каскада. Центральная ГЭС принадлежит государственной энергокомпании ОАХК «Барки Точик».

## Общие сведения
Центральная ГЭС является деривационной гидроэлектростанций с безнапорной деривацией в виде канала, плотины в составе сооружений ГЭС отсутствуют. Установленная мощность электростанции — 15,1 МВт, проектная среднегодовая выработка электроэнергии — 114 млн кВт·ч. Сооружения гидроузла включают в себя:
- головное водозаборное сооружение;
- подводящий канал;
- напорный бассейн с водоприёмником;
- холостой водосброс;
- двухниточные металлические напорные трубопроводы;
- здание ГЭС;
- отводящий канал.

В здании ГЭС установлены 2 вертикальных гидроагрегата мощностью по 7,55 МВт, с поворотно-лопастными гидротурбинами, работающими на максимальном напоре 27 м. С генераторов электроэнергия выдаётся в энергосистему через открытое распределительное устройство (ОРУ) напряжением 110 кВ.
Центральная ГЭС была спроектирована Среднеазиатским отделением института «Гидропроект», как часть гидроэнергетического комплекса, включающего также расположенные на Вахше и Вахшском ирригационном канале Головную и Перепадную ГЭС. Все гидроагрегаты станции были пущены в 1964 году, изначально мощность станции составляла 18,1 МВт (2×9,05 МВт).